# موتور رسول بخش درکاله
موتور رسول بخش درکاله یک منطقهٔ مسکونی در ایران است که در دهستان پیرسهراب واقع شده‌است. موتور رسول بخش درکاله ۴۶ نفر جمعیت دارد.